# گونتر برنارد
گونتر برنارد (به آلمانی: Günter Bernard) بازیکن فوتبال و دروازه‌بان اهل آلمان است که از سال ۱۹۶۲ میلادی عضو تیم ملی فوتبال آلمان بوده‌است. وی در ۵ بازی ملی حضور داشته است و آخرین بازی ملی خود را در سال ۱۹۶۸ میلادی انجام داد. گونتر برنارد در بازی‌های ملی‌اش گلی به ثمر نرساند.